# ایال زمیر
ایال زمیر (عبری: אייל זמיר‎؛ زادهٔ ۲۶ ژانویهٔ ۱۹۶۶) سپهبد نیروی زمینی اسرائیل است، که از ۵ مارس ۲۰۲۵ به‌عنوان بیست و چهارمین رئیس ستاد کل نیروهای مسلح اسرائیل فعالیت می‌کند.
زمیر فعالیت نظامی را از سال ۱۹۸۴ در سپاه زرهی اسرائیل آغاز کرد، از ۲۰۰۰ تا ۲۰۰۲ فرماندهی تیپ ۶۵۶ را برعهده داشت، از ۲۰۰۳ تا ۲۰۰۵ فرمانده تیپ ۷ زرهی هاتیفا شیوا بود، در فاصله سال‌های ۲۰۰۷ تا ۲۰۰۹ به‌عنوان فرمانده لشکر ۱۴۳ غزه فعالیت می‌کرد و از ۲۰۰۹ تا ۲۰۱۱ فرماندهی لشکر ۳۶ زرهی گاش را برعهده داشت.
وی در فاصله سال‌های ۲۰۱۲ تا ۲۰۱۵ منشی نظامی نخست‌وزیر اسرائیل بود، از ۲۰۱۵ تا ۲۰۱۸ فرماندهی جنوبی را برعهده داشت، از ۲۰۱۸ تا ۲۰۲۱ به‌عنوان جانشین رئیس ستاد کل نیروهای مسلح فعالیت می‌کرد و از ۲۰۲۳ تا ۲۰۲۵ مدیرکل وزارت دفاع اسرائیل بود.

## زندگی‌نامه
زمیر در ایلات متولد و بزرگ شد. پدربزرگ و مادربزرگ او مهاجرانی از یمن و سوریه بودند. او فارغ‌التحصیل دوره هفدهم آکادمی نظامی فرماندهی در تل‌آویو است.
زمیر فارغ‌التحصیل دانشکده فرماندهی و ستاد و دانشکده امنیت ملی است. او دارای مدرک لیسانس علوم سیاسی از دانشگاه تل‌آویو، مدرک کارشناسی ارشد امنیت ملی از دانشگاه حیفا و فارغ‌التحصیل برنامه مدیریت عمومی برای مدیران ارشد از مدرسه وارتون دانشگاه پنسیلوانیا است.

## سوابق نظامی
زمیر خدمت خود را در ارتش اسرائیل در سال ۱۹۸۴ با پیوستن به سپاه زرهی آغاز کرد. در سپاه زرهی، او به عنوان سرباز رزمی آموزش دید و بعداً در دوره فرماندهی تانک شرکت کرد. او دوره افسران زرهی را به پایان رساند و فرمانده دسته و فرمانده گروهان در تیپ ۵۰۰ و تیپ ۴۶۰ بود.
در سال‌های ۱۹۹۲ تا ۱۹۹۴، او به عنوان افسر عملیات تیپ ۷ زرهی (با درجه سرگردی) خدمت کرد. از سال ۱۹۹۴ تا ۱۹۹۶، او به عنوان فرمانده گردان ۷۵ در تیپ ۷ زرهی (با درجه سرهنگ دوم) فعالیت کرد. در سال ۱۹۹۶، او فرمانده دوره فرماندهان تانک در مدرسه زرهی بود. او تا سال ۱۹۹۷ در این سمت حضور داشت، زمانی که به مدت یک سال برای تحصیل به مدرسه نظامی فرانسه رفت.
در سال‌های ۱۹۹۸ تا ۲۰۰۰، او به عنوان افسر عملیات لشکر ۱۶۲ زرهی خدمت کرد. در سال‌های ۲۰۰۰ تا ۲۰۰۲، وی رئیس دپارتمان تئوری سپاه زرهی در ستاد فرماندهی ارشد زرهی بود و همزمان به عنوان فرمانده تیپ ۶۵۶ ذخیره در فرماندهی مرکزی (با درجه سرهنگی) فعالیت کرد. در سال‌های ۲۰۰۲ تا ۲۰۰۳، او فرمانده مرکز آموزش تاکتیکی در مرکز آموزش ملی زمینی بود و همزمان فرماندهی لشکر ذخیره را نیز بر عهده داشت.
در سال‌های ۲۰۰۳ تا ۲۰۰۵، او فرمانده تیپ ۷ زرهی بود. در سال‌های ۲۰۰۷ تا ۲۰۰۹، وی به عنوان فرمانده لشکر ۱۴۳ (با درجه سرتیپ) خدمت کرد و همزمان فرماندهی دوره‌ای برای فرماندهان گروهان و فرماندهان گردان را بر عهده داشت.
در ژوئن ۲۰۰۹، زمیر به عنوان فرمانده لشکر ۳۶ زرهی منصوب شد. در ژوئیه ۲۰۱۱، تامیر هیمن جایگزین او شد.
در نوامبر ۲۰۱۲، او به عنوان دبیر نظامی نخست‌وزیر منصوب شد. در ۳ سپتامبر ۲۰۱۵، دوره دبیر نظامی نخست‌وزیر به پایان رسید. در ۱۴ اکتبر ۲۰۱۵، وی به عنوان فرمانده ستاد فرماندهی جنوبی منصوب شد. در اواخر دوره فرماندهی او، درگیری‌ها در مرز اسرائیل و نوار غزه آغاز شد. در ۶ ژوئن ۲۰۱۸، او به عنوان فرمانده ستاد فرماندهی جنوبی به پایان دوره خود رسید.
زمیر در کنار آویو کوخاوی، یائیر گولان و نیتزان آلون در فهرست نهایی سال ۲۰۱۸ برای جایگزینی گادی آیزنکوت، رئیس ستاد وقت، ظاهر شد. در نهایت کوخاوی به این سمت منصوب شد و زمیر جانشین رئیس ستاد شد، سمتی که تا ۱۱ ژوئیه ۲۰۲۱ در اختیار داشت.
در ۱۳ ژوئن ۲۰۲۲، بنی گانتز، وزیر دفاع، روند انتخاب بیست و سومین رئیس ستاد نیروهای دفاعی اسرائیل را آغاز کرد. زمیر به عنوان یکی از سه نامزد به همراه هرتزی هالوی و یوئل استریک معرفی شد. در ۱۷ ژوئیه ۲۰۲۲، گانتز اعلام کرد که رقابت بین زامیر و هالوی است. هالوی در ماه سپتامبر بر زامیر پیروز شد و در ژانویه به این سمت منصوب شد.
در ۲ ژانویه ۲۰۲۳، زمیر توسط یوآو گالانت به عنوان مدیرکل وزارت دفاع منصوب شد.
پس از آنکه هالوی قصد خود را برای کناره‌گیری از سمت رئیس ستاد در ژانویه ۲۰۲۵ اعلام کرد، اسرائیل کاتز، وزیر دفاع، زامیر را در کنار امیر بارام و تامیر یادای به عنوان سه نامزد جایگزینی او معرفی کرد. زامیر در ۱ فوریه ۲۰۲۵ به عنوان جایگزین هالوی اعلام شد. او در ۵ مارس ساعت ۱۶:۰۰، پس از مراسمی که در مرکز فرماندهی نیروی هوایی اسرائیل در هاکیریا در تل آویو برگزار شد، این سمت را به دست گرفت.